# Dieter Schmidtchen
Dieter Schmidtchen (* 11. April 1940 in Schwiebus) ist ein deutscher Ökonom. Von 1979 bis 2008 war er Inhaber des Lehrstuhls für Nationalökonomie insbes. Wirtschaftspolitik, Managerial Economics an der Universität des Saarlandes.

## Leben
Schmidtchen studierte Volkswirtschaftslehre an der Philipps-Universität Marburg (Diplom 1967), promovierte dort 1971 zum Dr. rer. pol. und habilitierte sich 1976 im Fach Volkswirtschaftslehre. Von 1977 bis 1978 war er Professor für Volkswirtschaftslehre an der Universität zu Köln und von 1979 bis zu seiner Emeritierung 2008 Professor für Nationalökonomie, insbesondere Wirtschaftspolitik an der Universität des Saarlandes.
Zu seinen Forschungsschwerpunkten gehören die ökonomische Analyse des Rechts, die Neue Institutionenökonomik, besonders die Neue Institutionenökonomik internationaler Transaktionen, die Entscheidungsverfahren in der Europäischen Union und strategische Macht sowie die Ökonomik der Religion.
Zu seinen Schülern gehört Roland Kirstein.

## Monographien
- Politische Ökonomie staatlicher Preisinterventionen (= Dissertation), Duncker & Humblot, 1973.
- Wettbewerbspolitik als Aufgabe. Methodologische und systemtheoretische Grundlagen für eine Neuorientierung (= Habilitationsschrift), Nomos, Baden-Baden 1978.
- mit Christoph Bier: Liberalisierte Strommärkte, Mohr Siebeck, Tübingen 1997.